# Marie Victoire de Noailles
Marie Victoire Sophie de Noailles, född 6 maj 1688 i Versailles, död 30 september 1766 i Paris, var en fransk hovdam, i sitt andra äktenskap gift med amiralen Louis Alexandre de Bourbon (greve av Toulouse), illegitim son till kung Ludvig XIV av Frankrike och Madame de Montespan.

## Biografi
Marie Victoire de Noailles var dotter till hertig Anne Jules de Noailles och Marie-Françoise de Bournonville. Hon var hovdam åt tronföljarens svärdotter Marie-Adélaïde av Savojen. Hon gifte sig första gången 1707 med markis Louis de Pardaillan de Gondrin, legitim sonson till Madame de Montespan, med vilken hon fick två söner.
År 1723 gifte hon sig i hemlighet med Louis Alexandre de Bourbon, greve av Toulouse: äktenskapet hölls hemligt fram till regentens död senare samma år. Paret fick ett barn, sonen Louis Jean Marie de Bourbon (1725–1793). Paret Toulouse hade en egen våning reserverad i Versailles, vilken bestod av madame de Montespans förra rum. Hon blev änka 1737. År 1744 arrangerade hon äktenskapet mellan sin son och prinsessan Marie Thérèse Félicité d'Este av Modena, en legitim släkting till franska kungahuset; de blev föräldrar till Louise Marie Adelaide av Bourbon, som gifte in sig i kungahuset.
Marie Victoire de Noailles hade en mycket god relation till Ludvig XV; efter hans mors död blev hon hans närmaste kvinnliga släkting, och han blev senare sonens gudfar. Hon var den enda kvinna som tilläts träffa honom utan förvarning, och hon hade också tillgång till alla hans statshandlingar.